# (42301) 2001 UR163
(42301) 2001 UR163 — транснептуновый объект, расположенный в рассеянном диске. Находится в резонансе 4:9 с Нептуном. Кандидат в карликовые планеты. Он был открыт 21 октября 2001 года программой глубокого исследования эклиптики (DES), в обсерватории Китт-Пик.
(42301) 2001 UR163 — объект красного цвета в Солнечной системе. 31 октября 2002 года по наблюдениям в 3,6-метровый телескоп (42301) 2001 UR163 установил рекорд красного смещения BR = 2,28. Это значит, что (42301) 2001 UR163 даже краснее, чем (5145) Фол, (119070) 2001 KP77 и (90377) Седна, а также комета C/2001 T4. В видимом цвете (42301) 2001 UR163 представляется оранжево-коричневым в зависимости от его альбедо. При альбедо 9% и абсолютной магнитуде 4,5 диаметр объекта составит 572 км.
В настоящее время объект находится на расстоянии 50,6 а. е. от Солнца и его видимая величина составляет 21,2m. Объект прошёл перигелий примерно в 1937 году.